# Шуман, Клара
Клара Йозефина Вик Шуман (нем. Clara Josephine Wieck Schumann, 13 сентября 1819, Лейпциг — 20 мая 1896, Франкфурт-на-Майне) — немецкая пианистка, композитор и педагог. Считается одной из самых выдающихся пианисток эпохи романтизма, влиятельным учителем и композитором. Начиная с 1840 года — жена и первая исполнительница сочинений Роберта Шумана. Также была первой исполнительницей сочинений Иоганнеса Брамса.

## Биография

### Ранние годы

#### История семьи
Отец Клары Жозефины Шуман Фридрих Вик был по образованию богословом. Он окончил университет Виттенберга, после чего поселился в Лейпциге в 1814 году, где стал преподавать фортепиано, а также заниматься продажей и ремонтом инструментов, в чём быстро приобрел репутацию эксперта. Мать Клары — Марианна Тромлиц была концертирующей певицей и пианисткой. Её отец — Георг Кристиан Тромлитц был кантором в Плауене, а дед — Иоганн Георг Тромплитц — известным флейтистом, мастером по изготовлению флейт и композитором. Марианна Тромплитц обучалась игре на фортепиано у Фридриха Вика и вышла за него замуж в 1816 году. После замужества она преподавала фортепиано и за восемь лет брака родила пятерых детей. Клара была вторым ребёнком (первая дочь Адельгейда умерла в младенчестве), её младшими братьями были Альвин, Густав и Виктор; на момент рождения Виктора (1824) родители уже были разведены (в 1824 году). Клара и её братья остались с отцом. Мать вышла замуж во второй раз за Адольфа Баргиля и уехала в Берлин. Общение с детьми сводилось к переписке и редким свиданиям. После смерти её второго мужа в 1841 году, она продолжала преподавать фортепиано, чтобы прокормить себя и своих четверых детей, рождённых во втором браке. Один из её сыновей Вольдемар Баргиль стал композитором и дирижёром.
После развода Фридрих Вик в 1828 году сочетался браком с Клементиной Фекнер, которая была младше него на 20 лет. У них родилась дочь Мари, которую отец также обучал игре на фортепиано.

#### Жизнь с отцом

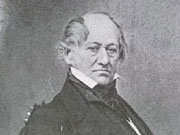
Фридрих Вик

После развода родителей Клара Вик осталась в пятилетнем возрасте с отцом. Фридрих Вик, который посвятил жизнь воспитанию своих детей, имел авторитарный и строгий характер. Все внимание уделялось Кларе, о которой он намеревался из-за её музыкального таланта заявить, как о вундеркинде и пианистке-виртуозе. Он забрал её через несколько лет из начальной школы и организовал обучение на дому, чтобы ничто не отвлекало девочку от обучения игре на фортепиано и доведения до совершенства техники.
С раннего возраста карьера и жизнь Клары были распланированы её отцом до мельчайших деталей. Он давал ей ежедневные часовые уроки на фортепиано, скрипке, обучал её пению, теории, гармонии, композиции и контрапункту. В ежедневных двухчасовых уроках практики он использовал методы обучения собственной разработки.
Он вел дневник за дочь, пока она была маленькой, и писал его от имени Клары. И позже он имел на неё такое сильное влияние, что получил доступ к её дневниковым записям. Это объясняет первые записи девятилетней Клары:

 Мой отец, который уже давно напрасно надеялся на изменение моего осознания, сегодня заметил ещё раз, что я все ещё так ленива, небрежна, беспорядочна, упряма, непослушна и т. д., что я проявила это в особенности в игре на фортепиано, и я играла новые вариации (op. 26) Хюнтена, по его мнению, так плохо, … что он на моих глазах разорвал ноты, и с сегодняшнего дня он больше не хочет преподавать мне ни одного часа, и я ничего больше ничего не могу играть, кроме гамм, этюдов Крамера и упражнений на трели Черни.
Оригинальный текст (нем.)Mein Vater, der längst schon vergebens auf eine Sinnesänderung von meiner Seite gehofft hatte, bemerkte heute nochmals, daß ich immer noch so faul, nachlässig, unordentlich, eigensinnig, unfolgsam etc. sei, daß ich dies namentlich auch im Klavierspiel sei, und weil ich Hüntens neue Variationen op. 26 in seiner Gegenwart so schlecht spielte, … so zerriß er das Exemplar vor meinen Augen, und von heute an will er mir keine Stunde mehr geben und ich darf nichts weiter spielen als die Tonleitern, Cramers Etüden und Czernys Trillerübungen.

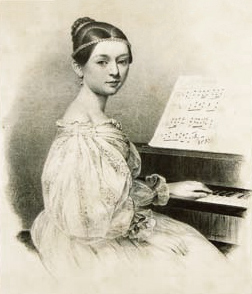
Клара в возрасте 15 лет

Тем не менее, Клара Вик играла в Лейпциге в концертном зале Гевандхаус, когда ей было девять, а её сольный официальный дебют состоялся там же в возрасте 11 лет. Кроме того, она выступала в Париже, когда ей было только 12, и блистала в Вене, когда ей исполнилось 18. Её дарованием восхищались Гёте, Паганини, Шпор и молодые музыканты: Шопен, Лист и Мендельсон.
Вик лично занимался с дочерью, и с большим успехом. Клара была своеобразной «рекламой» его фортепиано — педагогического метода, который также сделал концертирующими пианистами Роберта Шумана и Ганса фон Бюлова. Только после того, как отцовское влияние уменьшилось, Клара Шуман стала исполнять на своих концертах произведения Бетховена, Баха и Шумана. До этого её программа состояла из произведений Фридриха Калькбреннера, Камиллы Плейель, Игнаца Мошелеса и Анри Герца.
Вик видел себя в качестве импресарио Клары, организовывал её гастроли, нередко связанные с трудностями. Он заботился о рассылке приглашений на концерт, выборе удобного зала и состоянии инструмента. Как раз последний пункт был особенно трудным как для отца, так и для дочери. В начале XIX века не было редкостью, что рояль — который нельзя взять с собой в почтовой карете, — в месте проведения концерта арендовать сложно, а имеющийся не настроен или неисправен. Перед каждым концертом возникал вопрос, насколько помешает механика рояля игре исполнительницы. Во время исполнения внезапно могла застрять клавиша или отказать демпфер, из-за чего звенящая струна разрушала всю игру. Поэтому Вик всегда возил с собой набор слесарных принадлежностей и перед концертом настраивал и ремонтировал рояль. Вскоре он перешёл к тому, что заранее посылал специально выбранный инструмент к месту выступления, чтобы Клара могла играть на знакомом ей рояле.
В 1830 году в возрасте 11 лет Клара поехала на гастроли в Париж и другие европейские города в сопровождении своего отца. В Веймаре она исполнила бравурную пьесу Анри Герца для Гёте, который наградил её медалью со своим портретом и письменной запиской: «Для талантливого художника Клары Вик». Во время этого тура, Никколо Паганини предложил Кларе выступить с ним на одной сцене. Тем не менее, в Париже на её концерте было немного слушателей, так как многие покинули город из-за вспышки холеры.

#### Вундеркинд
Известно, что Клара очень поздно научилась говорить. Это произошло, вероятно, в возрасте четырёх лет, когда она провела один год отдельно от отца у своих бабушки и дедушки. Предполагается психическая причина такой задержки, но однозначного подтверждения этому нет. В возрасте 5 лет она начала интенсивно обучаться игре на фортепиано, а 20 октября 1829 (в возрасте 10 лет) впервые выступила публично — исполняла пьесу Ф. Калькбреннера с другой ученицей в четыре руки.
Лейпцигская Всеобщая музыкальная газета писала:

 На том же концерте нам было особенно приятно слышать ещё только девятилетнюю, с большими музыкальными данными, Клару Вик, исполнившую вариации в четыре руки на марш из «Моисея» Калькбреннера с общим и заслуженным одобрением. Под руководством её опытного в музыке, искусстве фортепианной игры, пожалуй, понимающего и при этом с любовью действующего отца, мы можем возлагать на неё самые большие надежды.Оригинальный текст (нем.)In demselben Konzerte war es uns noch besonders angenehm, die erst neunjährige, mit vielen Musikanlagen ausgestattete Clara Wieck vierhändige Variationen über einen Marsch aus ‚Moses‘ von Kalkbrenner, mit allgemeinem und verdientem Beifalle vortragen zu hören. Unter der Leitung ihres musikerfahrenen, die Kunst des Pianofortespiels wohl verstehenden und dafür mit Liebe sehr tätigen Vaters dürfen wir von ihr die größten Hoffnungen hegen.
С декабря 1837 по апрель 1838 года Клара Вик провела серию концертов в Вене (ей тогда было 18 лет). Франц Грильпарцер — ведущий драматический поэт Австрии — написал стихотворение под названием «Клара Вик и Бетховен», прослушав «Апассионату» Бетховена в её исполнении. Отзывы критиков были хвалебными: Бенедикт Рантхартингер — друг Франца Шуберта (1797—1828), дал семье Вик автограф копии «Лесного царя» Шуберта, подписав его «Для знаменитой артистки Клары Вик».
Клара играла перед Гёте и была лично знакома с Никколо Паганини и Ференцем Листом. В юные годы она выступала во многих городах, а также в ближнем зарубежье. В Вене в 18-летнем возрасте она была удостоена чести быть назначенной императорским королевским придворным виртуозом. Очень рано она стала писать музыку. Четыре полонеза (Оpus 1) были опубликованы, когда Кларе было 10 или 11 лет. Далее последовали «Каприс в форме вальса», «Романтические вальсы», «Четыре характеристические пьесы», «Музыкальные вечера», фортепианный концерт и многое другое.

### С Робертом Шуманом

#### Роберт Шуман
В марте 1828 года в возрасте восьми лет, юная Клара Вик выступала в доме доктора Эрнста Кара, директора психиатрической больницы в замке Кольдиц. Там она встретила другого одаренного молодого пианиста — Роберта Шумана, который был на девять лет её старше. Шуман был настолько восхищен игрой Клары, что попросил разрешения у своей матери прекратить юридическое образование, которое никогда не интересовало его, и брать уроки музыки у отца Клары. Во время своего обучения, около года, он жил в доме у Фридриха Вика. Роберт тепло относился к детям: он даже рассказывал Кларе и её братьям сочинённые им же сказки. Тогда он мечтал об ученице Вика Эрнестине фон Фрикен, которая была на 3 года старше Клары, но воздержался от помолвки, когда узнал, что она — приемный ребёнок и не имеет право на наследство. Он посвятил Эрнестине «Карнавал». Клара всегда восхищалась Робертом Шуманом и обожала его. Когда ей исполнилось 16 лет, они стали ближе. Она была его «Цилия», его «Кьяра», как он нежно называл её; он посвятил ей пьесу «Киарина».

 Только не обижайся на меня, что я так страшно плохо написала, представь себе, что я стою, а лист лежит на комоде, за которым я пишу. Чтобы макнуть перо в чернильницу, я каждый раз бегу в другую комнату.Оригинальный текст (нем.)Nimm mir nur nicht übel, dass ich so fürchterlich schlecht geschrieben, doch stelle dir vor, dass ich stehe und das Blatt auf der Kommode liegt, worauf ich schreibe. Bei jedem Mal eindunken in das Tintenfass lauf ich in die andere Stube.
И в другом письме:

 Я прошу тебя, не сердись, что письмо оказалось таким коротким, подумай, уже 10 часов, а я в полном смятении пишу, стоя в своей комнате.Оригинальный текст (нем.)Ich bitt dich, sei mir nicht böse, dass der Brief so kurz wird, doch denke, es ist 10 Uhr und ich schreibe voll Herzensangst stehend in meiner Kammer.
Наконец, в сентябре 1839 года Роберт и Клара подали жалобу в суд Лейпцига с заявлением либо обязать отца Клары согласиться с запланированным браком, либо официально дать согласие. Процесс затягивался, не в последнюю очередь также действиями Фридриха Вика, но 1 августа 1840 года суд дал, наконец, согласие на бракосочетание, которое состоялось 12 сентября 1840 года в деревенской церкви Шёнефельда (нем. Schönefeld) под Лейпцигом. Первые четыре года семейная пара жила в сегодняшнем доме Шумана в Лейпциге. Такие известные персоны, как Феликс Мендельсон-Бартольди, Ханс Кристиан Андерсен и Ференц Лист были вхожи в дом; в концертном зале в доме устраивались концерты и чтения. Примирение между Виком и супружеской парой Шуманов состоялось в 1843 году, и первый шаг к нему сделал отец Клары.

#### Собственная семья

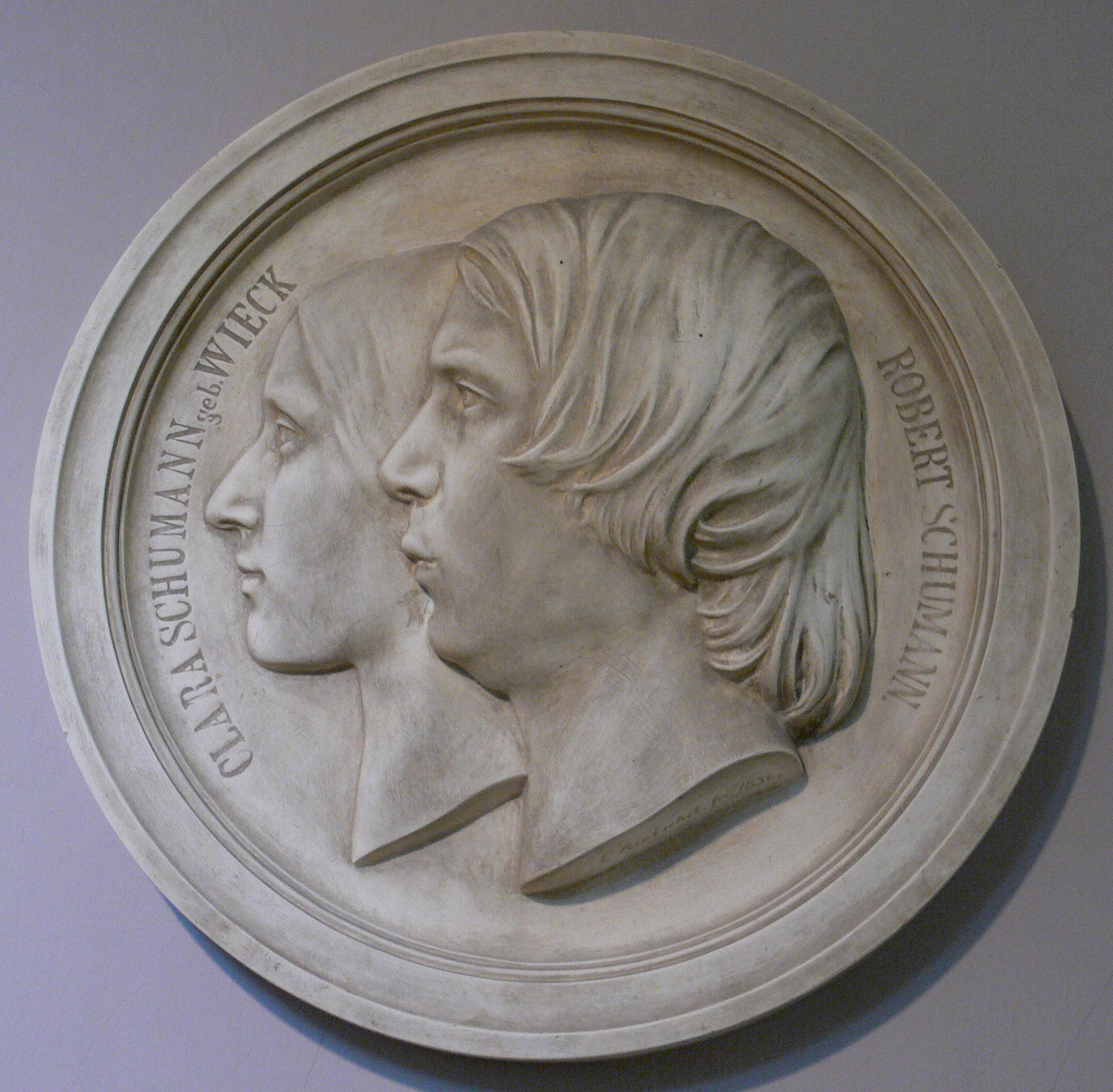
Мемориальная доска на доме Роберта Шумана в Цвикау

Желанный брак с Шуманом вызывал у Клары некоторые опасения. Годы разлуки сохраняли её любовь возвышенной; теперь ей предстояло столкнуться с бытовыми трудностями. Хотя Клара освободилась из-под отцовской власти, брак тем не менее накладывал определённые ограничения на её жизнь. Роберт Шуман не был деспотичен, но всё же именно он определял отношения в семье. Тем не менее у Клары Шуман, наконец, появилась возможность восполнить пробелы общего образования. Она читала Гёте, Шекспира, Жана Поля и интенсивнее, чем раньше, наряду с музыкальными произведениями мужа, изучала сочинения Л. ван Бетховена, И. С. Баха и Ф. Шопена.
Роберт без энтузиазма смотрел на желание Клары концертировать; он хотел, чтобы она больше времени уделяла ему. По его просьбе Клара ограничила свои занятия на фортепиано — иначе Роберт не мог концентрироваться на сочинении музыки. Ситуация изменилась только тогда, когда они переехали в большую квартиру в Дрездене, где Клара могла играть на фортепиано в отдельной комнате. Кроме того, Шуман хотел, чтобы Клара больше занималась композицией. Но и здесь Роберт пытался оказывать влияние на жену, так как ему казались несерьёзными романтические сочинения, ограниченные в виртуозности и бравурности. Клара должна была сочинять как он; его целью было музыкальное единство двоих. И, таким образом, опубликовав в 1841 году цикл песен, Шуман привёл рецензентов в смущение: они не могли сказать, какую интонацию приписать Роберту, а какую — Кларе.
Роберт вёл семейный дневник, в который супруги писали поочерёдно. После дневника, который контролировал её отец, она вела дневник, который читал супруг. Всё же это нововведение известного своей молчаливостью Шумана было удобно тем, что в него можно было вписывать сообщения и просьбы, когда не хватало слов. Поэтому Клара извлекала пользу из дневника и использовала его, чтобы сообщать Роберту свою точку зрения. То, что не было доведено до конца в беседе, отражалось на письме и могло повлиять на некоторые его решения.

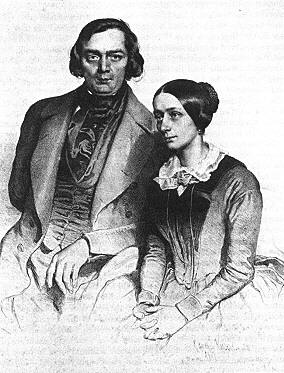
Роберт и Клара Шуман. Литография Эдуарда Кайзера (1847)

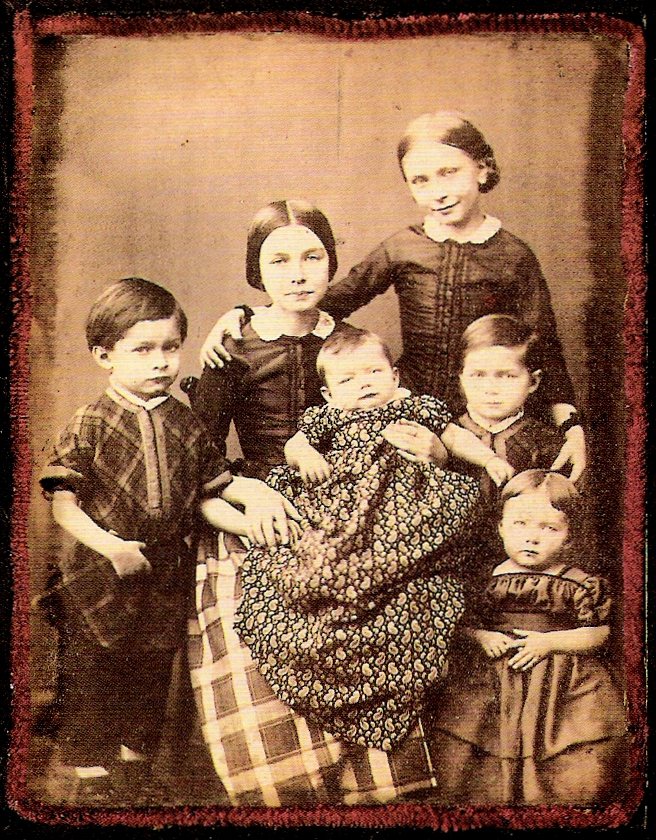
Дети Шуманов. Слева направо: Людвиг, Элиза, Феликс, Мари, Фердинанд, Евгения. Фотография 1854 года

У Шуманов родилось 8 детей: Мария (1841—1929), Элиза (1843—1928), Юлия (1845—1872), Эмиль (1846—1847), Людвиг (1848—1899), Фердинанд (1849—1891), Евгения (1851—1938) и Феликс (1854—1879). Их растили и воспитывали, как тогда было принято у буржуа, кормилицы или няни. После смерти Роберта Шумана Клара и дети разъехались по разным городам: Мария и Элиза отправились в Лейпциг, Юлия — в Берлин, Людвиг и Фердинанд — в Бонн; только Евгения и Феликс остались с ней. Жестокая судьба постигла через несколько лет Людвига, который был медлителен и неловок. Клара сетовала: «Людвиг мне не опора», и после серьёзного ухудшения его состояния в 1870 году поместила молодого человека в психиатрическую больницу в замке Колдиц, где он и умер в 1899 году.
Скоро Клара стала вновь гастролировать. Не в последнюю очередь этому способствовала и сложная финансовая ситуация семьи: доходы от концертов Клары составляли существенную долю семейного бюджета. Впрочем, её концерты помогали также самому Роберту: так как из-за проблем правой руки он больше не мог выступать публично, она исполняла его произведения и сделала его музыку известной во всей Европе. Таким образом, она заботилась и о его композиторской славе.
Концертное турне в Данию (по железной дороге) она предприняла в одиночку. В России её принимала царская семья. Она выступала в 1844 году в Санкт-Петербурге и Москве, и её сопровождал в этой поездке супруг. Недовольство Роберта успехами Клары известно; ему не нравилось, что она играла главную роль в гастролях. Клара была знаменита и иногда тайком подсовывала ему деньги.

#### Тяжелые годы
В конце 1849 года Р. Шуман получил предложение стать музыкальным директором в Дюссельдорфе, куда семья и переехала в 1850 году. Клара давала концерты и помогала мужу в управлении оркестром и хором. Супругов удручала недисциплинированность музыкантов, вследствие которой репетиции и выступления не оканчивались желаемым успехом. Серьёзным испытанием для Шуманов в эти годы стал вынужденный переезд в пределах Дюссельдорфа, а также выкидыш Клары.
В начале 1854 года заболевание Роберта и, соответственно, нагрузки Клары достигли своего апогея. У Шумана нарастали «аффекты слуха»: он описывал не просто шумы, а скорее назойливые звуки вплоть до полных музыкальных произведений, которые не давали ему спать, причиняли невыносимые боли и нередко доводили до галлюцинаций. Дневниковые записи Р. Шумана сообщают об этом до 17 февраля 1854 года; затем подобные записи больше не встречаются. 27 февраля он пытался покончить с собой, бросившись в Рейн с понтонного моста, но был спасён; 4 марта 1854 года Роберта поместили в больницу в Энденихе близ Бонна. Клара в это время была беременна Феликсом, и врачи не рекомендовали ей видеться с мужем в его состоянии. В марте 1854 года И. Брамс, Иоахим, Альберт Дитрих, и Юлия Отто Гримм проводили время с Кларой, играя музыку для неё или вместе с ней, пытаясь отвлечь её от тяжелых дум. Роберт скончался 29 июля 1856 года.

### Собственный путь

#### Иоганнес Брамс

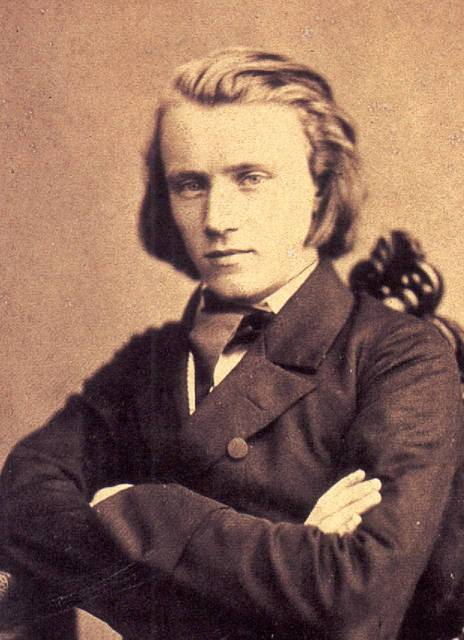
Иоганнес Брамс (1853)

Каждая новая биография о Кларе Шуман ставит вопрос: что было между Кларой и Иоганнесом Брамсом? Клара познакомилась с композитором, который был на 14 лет моложе её, в 1853 году. На вечере знакомства Шуманов и Брамса в Дюссельдорфе он играл некоторые из собственных композиций для фортепиано соло. Супруги Шуман остались под глубоким впечатлением от выступления молодого композитора. Позже Роберт опубликовал статью, в которой высоко превозносил талант Брамса. Клара написала в дневнике, что Брамс «казалось, направлен прямо от Бога». Вскоре после госпитализации Шумана в 1854 году контакты Клары и Брамса стали интенсивнее. Брамс был влюблён в Клару, об этом свидетельствуют многочисленные письма. Однако то, что происходило между ними в 1854—1856 годах, освещено мало. По взаимному согласию Клара и Брамс уничтожили почти всю переписку того времени, вплоть до 1858 года. Брамс полностью выполнил соглашение; Клара же сохранила несколько писем, которые дают представление об их отношениях.
Известно, что Брамс некоторое время жил вместе с Кларой в дюссельдорфской квартире. Весьма редко он сопровождал её на гастролях. По его записям, он часто хотел бы её близости, но не решался:

 Как часто я думал идти к Вам. Но я боялся неподходящего. Всё попадает в газетыОригинальный текст (нем.)Ich dachte – wie oft daran, zu Ihnen zu gehen. Aber ich fürchtete das Unpassende. Es kommt ja alles in die Zeitungen.
В его письмах можно встретить все формы обращения: вначале «уважаемая госпожа», затем «самая дорогая подруга», «искренне любимая подруга» и, наконец, «возлюбленная госпожа Клара». В письме от 25 ноября 1854 внезапно сообщается:

 Дражайшая подруга, как заботливо смотрит на меня уютное «ты»! Тысяча благодарностей, что я могу не только достаточно рассматривать и читать его, всё же я только слышал его; редко мне нужно было слово так, как при чтении Вашего последнего письмаОригинальный текст (нем.)Teuerste Freundin, wie liebevoll blickt mich das trauliche ‚Du‘ an! Tausend Dank dafür, ich kann’s nicht genug ansehen und lesen, hörte ich es doch erst; selten habe ich das Wort so entbehrt, als beim Lesen Ihres letzten Briefes.
Он, как более молодой, не решался предложить «ты», и медленно подходил к такому интимному обращению. Однако в письме от 31 мая 1856 года он пишет совершенно ясно:

 Моя любимая Клара, я хотел бы, я мог бы писать тебе так нежно, как я люблю тебя. Ты настолько бесконечно дорога мне, что я не могу описать это словами. Беспрерывно я хотел бы называть тебя любимой и всеми возможными [словами], не насыщаясь, льстить тебе. […] Твои письма мне как поцелуиОригинальный текст (нем.)Meine geliebte Clara, ich möchte, ich könnte dir so zärtlich schreiben, wie ich dich liebe, und so viel Liebes und Gutes tun, wie ich dir’s wünsche. Du bist mir so unendlich lieb, dass ich es gar nicht sagen kann. In einem fort möchte ich dich Liebling und alles mögliche nennen, ohne satt zu werden, dir zu schmeicheln. […] Deine Briefe sind mir wie Küsse.
Реакция Клары на восторг Брамса не передана. То, кем она хотела видеть себя, видно из её сохранённых дневниковых записей: Клара должна была войти в историю как прославленная художница — и как любящая, но ограниченная персоной Роберта Шумана. Интенсивность переписки между нею и Брамсом после смерти Р. Шумана в 1856 году заведомо снизилась, о чём можно судить по существу только по письмам от Брамса.

#### Гастроли
Клара впервые отправляется в Англию в апреле 1856 года (в то время Роберт был ещё жив, но уже не мог путешествовать). Она была приглашена играть на концерте в Лондонской филармонии под управлением дирижёра Уильяма Стерндэля Беннетта — хорошего друга Роберта. Клара была недовольна малым количеством времени, затрачиваемого на репетиции, но была счастлива услышать виолончелиста Альфредо Пьятти: «такой уверенности я никогда не слышала», говорила она.

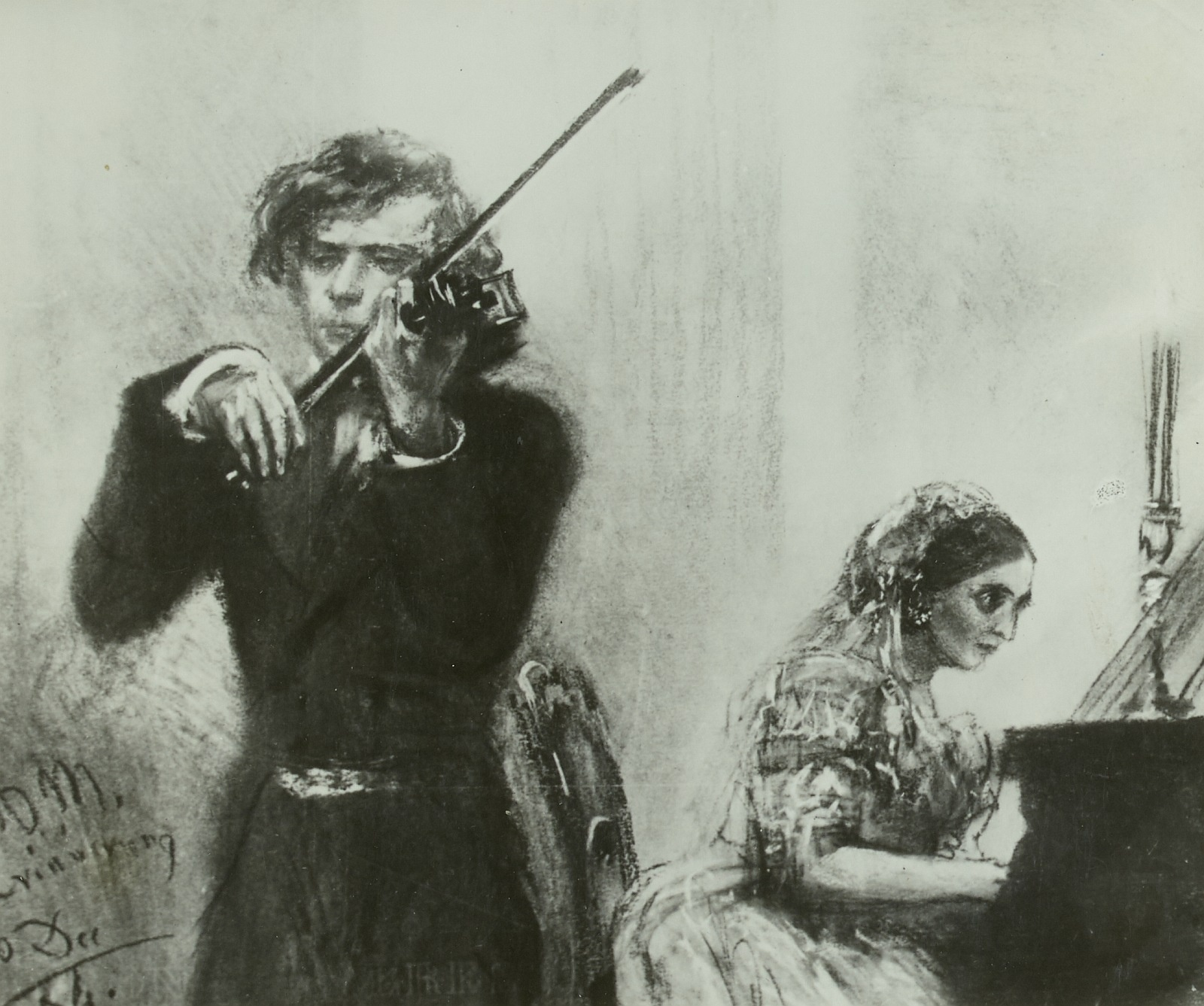
Йозеф Иоахим и Клара Шуман
(художник Адольф фон Менцель)

В октябре — ноябре 1857 года Клара и Иоахим отправились в совместное концертное турне в Дрезден, Лейпциг, Мюнхен. Со скрипачом Йозефом Иоахимом семья Шуманов познакомилась в ноябре 1844 года, когда ему было всего 14 лет. Год спустя Клара написала в своем дневнике, что на концерте 11 ноября 1845 года "Иоахим очень понравился. Он сыграл новый скрипичный концерт Мендельсона, как говорят, замечательно ". В мае 1853 они услышали, как Иоахим играет сольную партию в скрипичном концерте Бетховена. Клара написал в дневнике, что он играл «в глубине поэтического чувства, всей душой в каждой ноте… я могу сказать, что я никогда не получала такого неизгладимого впечатления от любого виртуоза».
В Сент-Джеймс Холле в Лондоне, который открылся в 1858 году, состоялся ряд концертов камерной музыки. Иоахим в Лондоне появлялся много раз. Клара также провела несколько месяцев в Англии и участвовала в концертах с Иоахимом и Пьятти. Чаще на тех же концертных программах был второй скрипач Иосиф Райс и альтист Зербини. В январе 1867 Клара и Йоахим поехали в тур в Эдинбург и Глазго (Шотландия) вместе с Пьятти, Райсом и Зербини, двумя английскими сестрами «Мисс Pynes», певцом, и господином Сондерсом, которому удалось обо всем договориться. В Эдинбурге Клара «была принята бурными аплодисментами и ей пришлось исполнять на бис, так было и с Йоахимом, и с Пьятти». Мари пишет, что «Для дальних поездок у нас был салон, с удобной мебелью, креслами и диванами … путешествовать … было очень удобно».

#### Последние годы

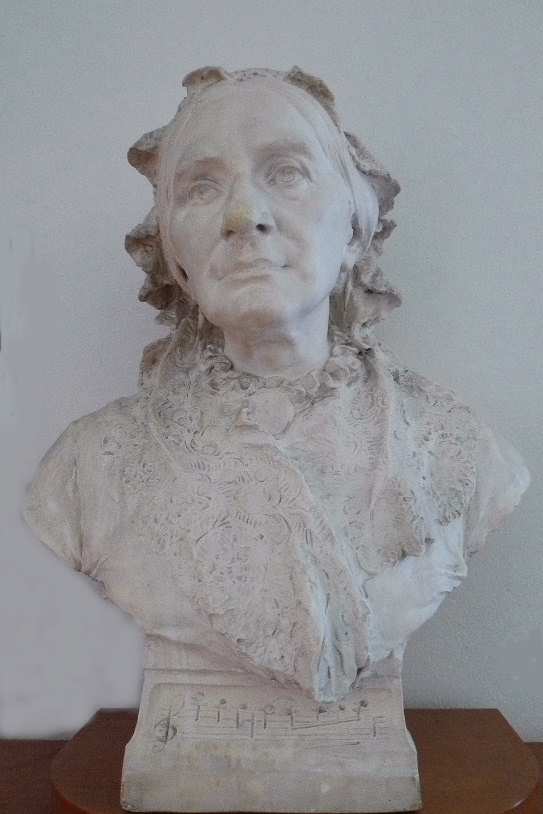
Клара Шуман. Работа Фридриха Кристофа Хаусмана (1896)

В 1863 году Клара переехала в Баден-Баден. Последующие годы были насыщены успешными гастролями в многочисленных городах Германии и Европы. До самой смерти Клара оставалась знаменитой пианисткой. В 1878 году её пригласили в качестве «первого педагога фортепиано» во вновь созданную консерваторию им. Йозефа Хоха во Франкфурте-на-Майне (в которой она преподавала до 1892 года). Она в значительной степени способствовала улучшению современной техники игры на фортепиано.

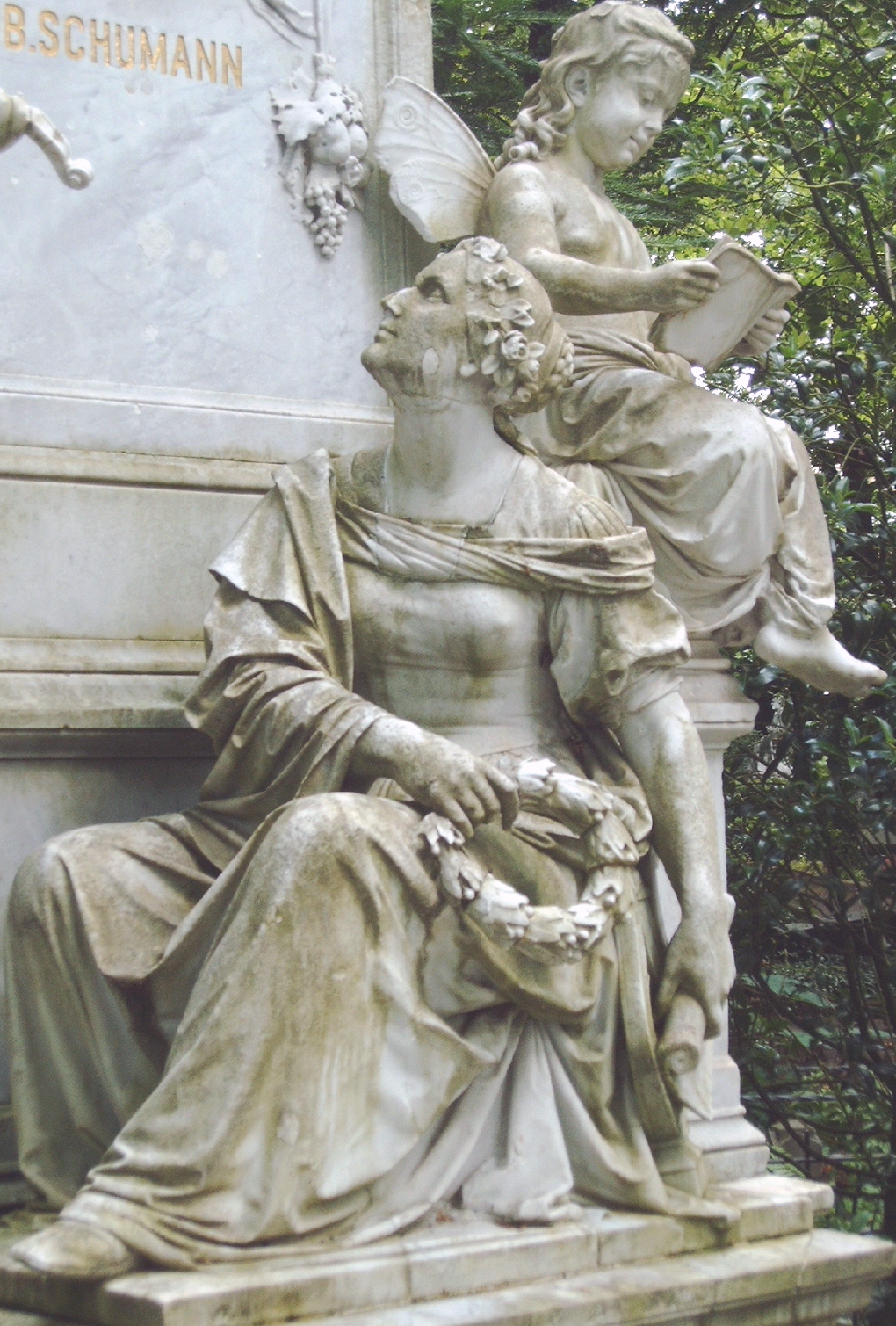
Фрагмент памятника. Старое кладбище в Бонне

Она была занята также редакцией произведений Р. Шумана и опубликовала ряд его писем. Свой последний концерт она дала 12 марта 1891 года в возрасте 71 года. 26 марта 1896 года Клара перенесла апоплексический удар и умерла спустя несколько месяцев в возрасте 76 лет. Согласно её желанию, она была похоронена в Бонне на Старом кладбище рядом с мужем. Небольшая мемориальная доска на Мюлиусштрассе, 32 во Франкфурте-на-Майне напоминает о её последнем месте деятельности.

#### Глава семьи
Клара Шуман осуществляла финансовое благополучие своей семьи. В часть её обязанностей входило зарабатывание денег, что она и делала, давая концерты. Но она продолжала играть на протяжении всей своей жизни не только ради доходов, а потому, что была концертным исполнителем по образованию и натуре. Она была главным и единственным кормильцем для своей семьи, когда Роберт был госпитализирован, а затем умер. Она делала большую часть работы по организации собственных концертных туров. Наняла экономку и повара, чтобы дом был в порядке в то время, когда она была далеко в своих продолжительных поездках. Она отказалась принимать пожертвования, когда группа музыкантов предложила устроить благотворительный концерт ради неё. Когда один из её детей стал инвалидом, она взяла на себя ответственность за содержание своих внуков.

#### Дети
Её жизнь была трагичной: четверо из восьми её детей и муж умерли раньше неё. Муж и один из её сыновей закончили свою жизнь в психиатрической клинике. Первый сын Клары Эмиль умер в младенчестве в 1847 году, в возрасте одного года.
В 1854 году у её мужа был «нервный срыв» (большинством психиатров сегодня квалифицируется как психотический эпизод), он пытался покончить жизнь самоубийством и был помещен в психиатрическую лечебницу, где оставался в течение последних двух лет жизни.
В 1872 году её дочь Джули умерла, оставив двух маленьких детей в возрасте двух и семи лет. В 1879 году умер её сын Феликс в возрасте 25-ти лет, а в 1891 году — сын Фердинанд в возрасте 42-х лет. Клара взяла на воспитание детей Феликса. Сын Людвиг страдал психическим заболеванием, как и его отец. В конце жизни она сама стала глухой, и нуждалась в инвалидной коляске. Дочь Мари была большой поддержкой и помощью Кларе, и когда Клара была уже в преклонном возрасте, её дочь взяла на себя обязанности домашнего повара. Именно Мари отговаривала Клару продолжать сжигать письма и сообщила об этом Брамсу. Но тот вернулся с просьбой, чтобы эти письма были уничтожены. Другая дочь, Евгения, которая была слишком молода, чтобы помнить Роберта, написала книгу о Кларе и Брамсе.

#### Мнения о других композиторах
Она была изначально заинтересована в творчестве Листа, но позже показывала откровенную враждебность к нему. Она перестала играть любую из его работ, отказалась присутствовать на столетнем фестивале, посвященном Бетховену в Вене в 1870 году, когда услышала, что Лист и Рихард Вагнер также будут в нём участвовать.
Особенно резка она была по отношению к Вагнеру. О «Тангейзере» Клара сказала, что он «стирает себя в злодеяниях»; писала, как «ужасен» «Лоэнгрин», а опера «Тристан и Изольда» была «наиболее отвратительным из того, что я когда-либо видела или слышала в моей жизни».

## Творческая личность

### Клара Шуман как композитор
Отец позволил молодой Кларе рано заниматься композицией у кантора Томаса Вайнлига и капельмейстера Генриха Дорна. Однако, Ева Веиссвейлер приходит к выводу, что эти занятия композицией были вызваны скорее тем, что:
«Отец Вик […] скорее со свойственной ему деловитостью узнал, что успех повсюду удивляющего всех вундеркинда ещё увеличится, если она будет ещё немного сочинять; естественно, не такую требовательную фортепианную музыку как „Бабочки“ его ученика Роберта Шумана, а блестящие и сентиментальные рондо, романсы и каприччио»
Эти занятия композицией были не слишком интенсивными, поэтому особенно в её первых опусах можно увидеть недостатки в теоретическом обучении. Когда Роберт Шуман обсуждал её «Музыкальные вечера» в своем «Новом музыкальном журнале», он описывал этот недостаток как «иностранная фантазия».
При обсуждении Клары Шуман как композитора необходимо учитывать, что она создавала музыку в то время, когда для женщины эта деятельность считалось необычной. О её фортепианном концерте a-moll op. 7, написанном в возрасте от 14 до 15 лет, музыкальный критик Карл Фердинанд Бекер говорил, что о серьёзной критике здесь не может быть речи, «так как мы имеем дело с произведением дамы». Ханс фон Бюлов замечал в связи с её композициями: «Я не верю в имя существительное женского рода: создатель».
Современный британский композитор Этель Смит полагает, что сочинение для Клары Шуман никогда не было в приоритете. Во время брака она сочиняла больше, вероятно, в угоду её супругу. Поэтому не удивительно, что она окончательно прекратила сочинять после его смерти. Сегодня произведения Клары Шуман редко исполняются. При этом они ни в коем случае не плохи или низкосортны. Они сочинены для собственного исполнения, виртуозны и соответствуют музыкальному вкусу XIX столетия.
Три песни из op.12, которые написала Клара Шуман, относятся к лучшим её композициям, наряду с фортепианным трио op. 17 и тремя романсам для фортепиано и скрипки op. 22. Цикл песен op. 13 на стихи Генриха Гейне, Эмануэля Гайбеля и Фридриха Рюкерта, которые впоследствии были опубликованы Кларой Шуман, были высоко оценены её мужем. Несколько позже он так напишет о её композициях:
«Клара написала множество маленьких пьес, нежных и очень музыкальных, как это ей раньше не удавалось»
Её сочинения отражают передовые тенденции своего времени и напоминают произведения других молодых композиторов романтической школы: таких как Роберт Шуман, Мендельсон и Шопен. Первой выдающейся работой считается её концерт Op.7 (посвященный Луи Шпору), который она начала писать в возрасте 13 лет и впервые исполнила три года спустя в Лейпциге (Гевандхаус) под руководством Мендельсона. Это драматическая и новаторская работа, поражающая своей виртуозностью и независимостью музыкального мышления.
Интерес к её творчеству возродился в 1970 году, когда начали появляться первые записи её сочинений.

### Клара Шуман как виртуоз
Как пианистка-виртуоз, напротив, Клара имела исключительное для её времени положение. Начинающееся XIX столетие породило ряд замечательных солистов, мастерство которых очаровывало публику. Соответственно, велик был спрос на сольные выступления артистов. В первой половине XIX века этими артистами были: скрипачи Паганини («чертов скрипач») и Йозеф Иоахим.
Среди пианистов, которые были востребованы на сцене как солисты, наряду с Кларой Шуман называют Ференца Листа, Фридерика Шопена, Сигизмунда Тальберга и Фридриха Калькбреннера, репутация которых как непревзойденных пианистов была безупречной. Существовали также объективные обстоятельства, которые способствовали развитию пианистов-виртуозов. Инструменты (флюгель и клавир) улучшались: были разработаны стальные струны, которые увеличивали объём звука и делали механику инструмента более сложной, чем, например, у Бетховена или Гуммеля, которые как выдающиеся пианисты Венского классицизма ещё были не в состоянии наслаждаться изобретенным в 1821 году Себастьяном Эрардом механизмом двойной репетиции.
Отличало Клару Шуман то, что она существовала в доминирующем мире мужчин. Её игра не могла быть сведена к исполнению салонных пьес — она играла в том числе сложные сонаты Бетховена и некоторые из его фортепианных концертов (например, Пятый, который считался трудным), — она была знаменита во всей Европе и везде встречалась с почестями. её муж, напротив, постоянно чувствовал необходимость бороться за признание. Известны вопросы, которые задавали Роберту Шуману, когда он сопровождал Клару на гастролях в России: «А Вы? Чем вы занимаетесь?». Между тем она наслаждалась уважением, какое иные женщины не могли иметь в то время. То, что её отец со своей строгой школой заложил фундамент для этого, объясняет только маленькую часть её успеха. Клара Шуман была чрезвычайно талантлива, и у неё была потребность проявлять свой талант, даже если ей приходилось бороться с обстоятельствами, мешающими ей (материнство, влияние Роберта Шумана). То, каким выдающимся было её положение в то время, свидетельствует тот факт, что Клара — наряду с таким исключительным явлениям, как, например, Фанни Хензель (сестра Мендельсона) — одна из немногих пианисток XIX века, которая добилась большой известности.
Йозеф Зиттард сообщает в «Истории музыкальной и концертной жизни Гамбурга — от XIV века вплоть до современности» (1890), что Клара Шуман считалась «любимицей в Гамбурге». её имя встречалась в период с 1835 по 1881 гг. на афишах филармонии 19 раз. то есть с 16 лет. Концерты проходили вместо «Apollo зала» в здании железнодорожного вокзала Drehbahn (около сегодняшней Гамбургской государственной оперы). Основанное в 1828 «Филармоническое общество» использовало этот зал в течение первых лет своего существования для проведения концертов.
Произведения её мужа, которые Клара представляла на своих концертах, также интересовали публику. Она содействовала после его ранней смерти публикации сочинений Шумана в издательстве Breitkopf & Härtel, была авторитетным редактором его сочинений, собрала и опубликовала все его письма и дневники.
Важна её роль и в формировании современного концертного репертуара: он строился на основе статистического анализа её репертуара, продемонстрированного в 1312 программках всех её публичных концертов.

#### Влияние Клары Шуман. Ученики
Влияние Клары Шуман распространялось через её учеников, которые продолжали её школу, для которой характерны певучесть и техника, полностью подчиненная намерениям композитора. Среди её учеников известны Матильда Верн (работала в Лондоне), Карл Фридберг (Америка).
Клара играла важную роль в признании, оценке и включению в репертуар концертирующих артистов произведений Роберта Шумана. Она пропагандировала его творчество всегда: начиная с момента, когда его музыка была ещё неизвестна или её не любили.

### Творческое наследие
Хотя в течение многих лет после смерти Клара Шуман не была широко признана как композитор, она оставила о себе мнение как о блестящей пианистке. И это мнение существует до сих пор. Она была одной из первых пианисток, которые играли по памяти, что стало впоследствии стандартом для концертной деятельности исполнителей. Отец обучал её игре по слуху и памяти: первый публичный концерт, состоящий из сочинений, которые она играла по памяти, прошёл, когда пианистке было тринадцать лет.

#### Список сочинений, исполняемых Кларой Вик на концертах
Концерты для фортепиано с оркестром
В алфавитном порядке композитор, и затем год(ы) исполнения Кларой:
- Бах, И. С. Концерт ре минор для фортепиано № 3, BWV 1063, 1844
- Бетховен, «Император» Концерт № 5, 1844; 1855[30]; [23] 1862[31]; [24]. 1865, Лондон[32]; Концерт № 4, 1846; Концерт № 3, 1868
- Брамс, Первый концерт, 1861г[33]
- Шопен, первый концерт, финал, 1833; Второй концерт 1834, 1840
- Мендельсон, второй концерт, 1856; 1869[34]
- Моцарт, Концерт №. 20 ре минор, 1857[35]; Концерт № 24 c-moll 1863; Концерт № 10 для двух фортепиано, 1883
- Шуман, Клара, её первый концерт 1835[36], Мендельсон дирижирует оркестром. Гевандхаус Лейпциг
- Роберт Шуман, Концерт ля минор. 1 января 1846; 1866[37]

Клара также играла концерты менее известных композиторов в настоящее время: Адольф фон Хенсельт (1837, 1844), Игнац Мошелес (1831), и Бернард Шольц (1875)
Трио (для скрипки, виолончели и фортепиано)
- Уильям Беннетт Стерндэль, соч. 26, 1867
- И. Брамс, третье трио, 1887
- Ф. Мендельсон, первое трио, 1843; Второе трио, 1860
- Ф. Шуберт, первое трио, 1849
- Шуман, Клара, трио соль минор, соч. 17, 1846
- Шуман, Роберт, первое трио, соч. 63, 1849; Второе трио, соч. 80, 1851; Третье трио 1852

Фортепиано квартеты (скрипка, альт, виолончель, фортепиано)
- И. Брамс. Первый квартет, соч. 25, 1861, на премьере; второй квартет, соч. 26, 1861 1865; 1866
- Фортепианный квартет Роберта Шумана 1844, 1849

Фортепианные квинтеты (струнный квартет и фортепиано)
- Фортепианный квинтет И. Брамса, соч. 34, 1880[38]
- Фортепианный квинтет Роберта Шумана, соч. 44, 1843, на премьере

#### Собственные сочинения

##### Оркестровая и камерная музыка
- Концерт для фортепиано op.7 (1833—1836) a-moll
- Фортепианное трио op.17 (1846) g-moll
- Концерт для фортепиано (1847) f-moll
- Три романса (D-dur, g-moll, B-dur) (1853), опубликованы в 1855

##### Сочинения для фортепиано
- Четыре полонеза op.1 (1829—1830) E-dur, C-dur, D-dur, C-dur.
- Этюд (раннее) A-dur (1830-е гг.)
- Каприсы в форме вальса op. 2 (1830—1832)
- Романс op.3 (1830—1831) C-dur
- Романтические вальсы op.4 (1835)
- Четыре характеристические пьесы op.5 (1833—1836). Экспромт. Каприс. Романс. Фантастическая сцена.
- Музыкальные вечера op.6 (1834—1836). Токкатина. Баллада. Ноктюрн. Полонез. 2 мазурки.
- Концертные вариации на тему каватины Пирата op.8 (Беллини) 1837
- Воспоминания о Вене. Экспромт для фортепиано op.9 (1838)
- Скерцо d-moll op.10 (1838)
- Три романса. e-moll, g-moll, A-dur op.11 (1838—1839)
- Шесть песен в сопровождении фортепиано op.13 (1840)
- 12 стихотворений Ф. Рюкерта «Весна любви» для голоса и фортепиано (Клара и Роберт Шуман). Op.12. № 2, 4, 11 — авторство Клары Шуман (1841)
- Скерцо c-moll op.14 (1841)
- Четыре беглых пьесы F-gur, a-moll, D-dur, G-dur op.15 (1840—1844?)
- Соната g-moll (1841—1842)
- Экспромт E-dur (1884)
- Три прелюдии и фуги g-moll, B-dur, d-moll op.16 (1845)
- Прелюдия и фуга f-moll (1845)
- Прелюдия e-moll (1845)
- Вариации на темы Роберта Шумана. а-moll op. 20 (1853)
- Три романса a-moll, F-dur, g-moll op.22 (1853—1855)
- Романс a-moll (1853)
- Романс b-moll (1856)
- Марш (1879)

##### Сочинения для голоса
- «Вечерняя звезда» (начало 1830-х гг.)
- Вальс (1833) стихи J. Lyser
- Три песни на стихи F. Rückert (1841)
- Народная песня (1840) стихи H. Heine
- «Спокойная ночь» на стихи F. Rückert (1841)
- Шесть песен на стихи немецких поэтов (1840—1843)
- «Лорелея» на стихи H. Heine (1843)
- «Печаль расставаний» на стихи F. Rückert (1843)
- «О, ты, моя звезда» на стихи F. Serre (1846)
- «Когда они расстались» на стихи F. Serre (1846)
- Три смешанных хора (1848)

## Дополнительно

### Знаменитые портреты
Существует множество портретов Клары Шуман. В Германии её изображение было помещено на купюре достоинством 100 марок. Оно основывается на литографии Андреаса Штауба 1838 года, которая идеализирует пианистку — как это раньше было принято. Сама Клара была недовольна многими своими изображениями. Больше всего ей нравился рисунок пастелью Франца фон Ленбаха 1879 года, который изображает её в возрасте почти 60 лет.

### Школы и улицы имени знаменитой пианистки
В Бонне есть гимназия имени Клары Шуман. В Лейпциге Свободная начальная школа переехала в 2001 году в здание на Инзельштрассе 18, в котором Роберт и Клара Шуман жили между 1840 и 1844 гг. Также в городах Гольцвикеде и Дюлькене и Цвиккау существуют гимназии им. Клары Вик, в Вердау — музыкальная школа им. Клары Вик. Клараштрассе в Дрездене названа также в честь Клары Шуман, в Эмдене — существует улица им. Клары Вик, в Лейпциге и Берлине — улицы им. Клары Шуман. В Дюссельдорфе имеется Городская музыкальная школа им. Клары Шуман.

### Театральные постановки
Пианистка. Эпилог (2010). Книга и идея: Katrin Schinköth-Haase, музыкальная постановка: Maria-Clara Thiele. Katrin Schinköth-Haase (действующее лицо и певица) и Maria-Clara Thiele (действующее лицо и пианистка (Флюгель))
Валерия Моретти: Клара Шуман. Постановка в театре Караван,Сплит. В ролях Ksenija Prohasnka и Iryna Smirnova
Таинственный шёпот (2012 театр Opernloft, Гамбург). Для сопрано и меццо-сопрано Susann Oberacker и Inken Rahardt. Песни и пьесы для фортепиано Клары Шуман, Роберта Шумана и Иоганнеса Брамса.

### Образы Клары Шуман в кинематографе
Она была изображена на экране неоднократно. Наиболее известным является американский фильм 1947 года «Песнь любви». В роли Клары Шуман снялась знаменитая Кэтрин Хепбёрн, Пол Хенрейд сыграл Роберта Шумана, а Роберт Уокер — молодого Иоганнеса Брамса.
Во франко-немецко-венгерском фильме 2008 года «Возлюбленная Клара» роль Шуман исполнила немецкая актриса Мартина Гедек.
В фильме «Весенняя симфония» (1983) рассказывается о Кларе в возрасте с 9 до 21 года (режиссёр Петер Шамони), с Настасьей Кински и Гербертом Грёнемайером в главных ролях).

### Клара Шуман в российском музыковедении
В отечественном музыкознании фигура Клары Шуман рассматривается неотделимо от композитора Роберта Шумана. Отдельные работы появились в XXI веке: можно выделить диссертацию Н. А. Шохиревой, посвящённую фортепианному искусству Клары Шуман, а также докторскую работу О. В. Лосевой «Роберт и Клара Шуман: русские пути. К проблеме взаимодействия культур».